# NGC 4941
NGC 4941 је спирална галаксија у сазвежђу Девица која се налази на NGC листи објеката дубоког неба.
Деклинација објекта је - 5° 33' 5" а ректасцензија 13h 4m 13,0s. Привидна величина (магнитуда) објекта NGC 4941 износи 11,2 а фотографска магнитуда 12,0. Налази се на удаљености од 13,800 милиона парсека од Сунца. NGC 4941 је још познат и под ознакама MCG -1-33-77, UGCA 321, IRAS 13016-0516, PGC 45165.